# Hiiro no Kakera
Hiiro no Kakera (яп. 緋色の欠片 Хииро но Какэра, Алые осколки) — японская компьютерная игра в жанре «визуальный роман», выпущенная компанией Idea Factory для женской аудитории (отомэ-игра). Игра была выпущена 6 июля 2006 года для PlayStation 2. По сюжету игры главная молодая героиня приезжает в провинциальный городок, в семейное поместье, и узнаёт, что её семья веками защищает печать, с Оникинимару, который может ввергнуть мир в хаос. Аниме-сериал, созданный по мотивам игры был выпущен студией Studio Deen и транслировался в Японии с апреля по июнь 2012 года. Второй сезон и прямое продолжение первого сезона, транслировался с 1 октября по 23 декабря 2012 года. 28 марта 2013 года была выпущена ОVA-серия.

## Сюжет
Главная героиня и молодая девушка по имени Тамаки приезжает в провинциальный городок, в семейное поместье и узнаёт, что её семья на протяжении многих веков защищает печать Оникиримару, которую создала когда- то давно принцесса Тамаёри. Её женщинам-потомкам доставалась по наследству сила, чтобы дальше охранять печать. Теперь Тамаки, как молодой потомок принцессы, должна возложить на себя ответственность по охране печати. Её будут оберегать так называемые хранители, чьи предки оберегали потомков принцессы Тамаёри. Печать Оникиримару оберегают 5 артефактов. Однако их намеревается заполучить тайная организация «Логос», которая будет одерживать ряд побед в борьбе с хранителями. Главным героям во что бы то ни стало надо уберечь печать Оникиримару, так как высвобожденный из неё Они, может уничтожить мир…

## Список персонажей
Тамаки Касуга (яп. 春日 珠紀 Касуга Тамаки) — главная героиня истории. Она потомок и реинкарнация принцессы Тамаёри. Изначально не знала о своей сущности и долгое время не могла пробудить в себе спящие силы. Очень добрая и всегда стремится брать на себя ответственность за свои поступки и своих хранителей. Любит посещать храмы. По мере развития сюжета пробуждает постепенно в себе силы Тамаёри, к ней возвращаются отрывки памяти о прошлой жизни, где она будучи принцессой полюбила бога преисподней, и пожертвовала собой, чтобы запечатать его силу. Любит Такуму (бога преисподней).
Сэйю: Мариэ Миякэ
Такума Онидзаки (яп. 鬼崎 拓磨 Онидзаки Такума) — один из стражей, и первый, кого встречает Тамаки. В меру вредный, но и ответственный. Увлекается кроссвордами и любит есть тайяки. Является потомком и реинкарнацией они и бога преисподней. В нём скрыта сила они, которую он сначала не может контролировать и несколько раз впадал в безумие. Но после того, как получил силу Тамаёри, стал хорошо контролировать свою демоническую сущность. В прошлой жизни был Они, богом преисподней и владел лесом, но на его земли пришли другие боги и стали там хозяйничать. В ярости он начал убивать всех попавшихся богов, принцесса Тамаёри, его возлюбленная пожертвовала собой, чтобы усмирить силу они.
Сэйю: Томокадзу Сугита
Махиро Атори (яп. 鴉取真弘 Атори Махиро) — один из хранителей Тамаки. Несмотря на свой невысокий рост, он старше Такумы, из-за этого сильно комплексует и ругается. Самый пылкий и грубый из всех хранителей. Любит унижать Тамаки и остальных, те же только смеются над ним. Мечтает поехать в Америку и путешествовать на мотоцикле. Управляет ветром, является потомком и перерождением тэнгу.
Сэйю: Косукэ Окано
Юити Комура (яп. 狐邑 祐一 Комура Ю:ити) — самый старший из хранителей после Сугуру. Имеет серебристые волосы. Также самый спокойный и здравомыслящий. Может заснуть в любой момент. Является потомком и перерождением демона-лиса кицунэ, но пока имеет 4 хвоста. Может управлять голубым огнём и иллюзиями. Любит спать на траве под солнцем.
Сэйю: Дайсукэ Намикава
Синдзи Инукай (яп. 犬戒 慎司 Инукай Синдзи) — самый младший из хранителей. Самый робкий и мягкий из хранителей. Может исцелять и использовать силу слов. Любит готовить. Во втором сезоне выясняется, что он тайно помогал "Логос", так как будучи ребёнком его выкинули из клана, сочтя слабым и бесполезным, и члены "Логос" позволили ему вернутся обратно, дав духовной силы. Но взамен он становился Фюнфом (5) и был обязан помогать им. Но в конце концов решает только защищать Тамаёри. В семье Инукай является приемным сыном, настоящая его фамилия - Котокура.
Сэйю: Симовада Хироки
Сугуру Оми (яп. 大蛇 卓 О:ми Сугуру) — самый старший из хранителей. Больше не посещает школу. Носит всегда традиционное кимоно. Очень спокойный и добрый. Увлекается каллиграфией и любит пить чай. Во втором сезоне притворяется, что стал предателем, примкнув к "Логос", чтобы в удобный момент захватить артефакты, но не реализовал свой план. Является потомком и перерождением аякаси. В "Логос" же его называли змеем. Его мать была принесена в жертву Оникиримару.
Сэйю: Дайсукэ Хиракава
Рё Кутани (яп. 狗谷 遼 Кутани Рё:) — молодой парень и ровесник Тамаки и Такумы. Работает на правительство, сначала должен был следить за Тамаки, но в конце концов решает служить ей в качестве хранителя. На самом деле он - член семьи Инукай. Является потомком и перерождением оками и отлично чует запахи. Утверждает, что остальные хранители пахнут, как звери.
Сэйю: Кадзунори Номиа
Ария Розенбург (яп. アリア・ローゼンブルグ Ариа Ро:дзэнбуругу) — девочка с длинными светлыми волосами. Святая бого-избранная Манада-Ария, как верит "Логос". Несмотря на свой детский вид, она старше, так как при встрече с маленьким Синдзи не изменилась в возрасте. У неё в подчинении находятся Айн, Цвай, Драй и Фир. Хотя со стороны она кажется абсолютно бесчувственной и холодной, после сражений всегда щадила главных героев и не позволяла убивать их, и даже в глубине души сопереживала им. По мере развития сюжета, её роль становится всё более незначительной, а власть постепенно захватывал Драй, который позже решил её убить. В конце истории, Ария внезапно решает помочь главным героям и возвращает им артефакты.
Сэйю: Томоми Исомура
Айн (1) (яп. アイン Аин) (Ляйф Хеллуланд) — помощник Арии. В прошлом любил девушку, внешне похожею на Арию, которую убили уличные бандиты. Ляйф же не мог ей ни чем помочь и оказался в той ситуации бессильным. С тех пор Ляйф решил стать сильнее, чтобы сделать вызов судьбе и найти способ вернуть к жизни возлюбленную. Так он решил стать сильнее богов. Овладел Оникинимару и превратился в они, но потерпел поражение от Такумы. В конце умирает, защищая Арию от Драя.
Сэйю: Хироки Ясумото
Цвай (2) (яп. ツヴァイ Цувай) (Хьюго Штинграйль) — подчинённый Арии, но на самом деле верен Драю. В нём заключена сила Синигами и поэтому, когда он побеждает врага, пожирает его душу. Орудует чёрным серпом.
Сэйю: Ёсихиса Кавахара
Драй (3) (яп. ドライ Дорай) (Магус Мальчизедек) — формально подчинённый Арии и настоящий злодей истории, часто ослушивался Арию и действовал по своей воли. По мере развития сюжета постепенно увеличивал своё влияние в "Логос", и захватил власть, решив убить Арию. Он маг и способен призывать духов и демонов. Позже выясняется, что он один из четырёх мудрецов "Логос".
Сэйю: Ёдзи Уэда
Фир (4) (яп. フィーア Фи:а)/Учитель-Фиона (яп. フィオナ先生 Фиона-сэнсэй) — подчинённая Арии, наряду с Айном остаётся до конца верной ей. Находится всегда рядом с ней. Она же работала в школе под именем Фионы. Является искусственно-созданным клоном матери Сугуру.
Сэйю: Саяка Охара
Мицуру Котокура (яп. 言蔵 美鶴 Котокура Мицуру) — молодая девушка, которая работает на Сурин, бабушку Тамаки. Очень вежливая и ведёт себя строго в рамках японской традиционной этики. Питает любовные чувства к Синдзи. Может создавать невидимые барьеры. Отлично готовит. Позже выясняется, что она сестра-близнец Синдзи.
Сэйю: Тихиро Айкава
Сурин (Бабушка) — глава семейства и бывшая наследница силы Тамаёри, хотя упоминается, что в молодости она была значительно слабее, чем Тамаки. Очень строгая и бесчувственная. Она, видя, что Такума с трудом контролирует свою силу, изгоняет его, лишив права быть хранителем. Решает также принести в жертву Тамаки, чтобы восстановить печать, но та не желает этого, и пытается сбежать, так бабушка устанавливает повсюду барьеры, сделав побег невозможным. Позже бабушка обманывает Тамаки и Такуму, чтобы создать ситуацию, чтобы они оба могли быть принесены в жертву, но ритуал срывает Мицуру. На поместье нападает Айн, и Сурин смертельно ранена. Перед смертью она призналась Тамаки, что делала всё это из-за сильной зависти к ней, так как Тамаки обладает большими силами и близко подружилась с хранителями.
О-Тян (Осаки) — дух Кицунэ, всегда сопровождает Тамаки. Может исчезать и появляться в любой момент. Также может сливаться с силой Тамаки, увеличивал её духовную силу. В играх принимает облик лисёнка с двумя хвостами.
Киёно Такара (яп. 多家良 清乃 Такара Киёно) — одноклассница и подружка. Получает деньги, создавая соломенные куклы вуду. Позже выясняется, что она работает тайно на правительство и подчинялась Масатаке, и что ей уже 23 года.
Сэйю: Судзуко Мимори
Масатака Асия (яп. 芦屋 正隆 Асия Масатака) — таинственный мужчина, который выдавал себя за дядю Киёно. Стал близко сотрудничать с бабушкой и поддерживал её во всех решениях. Общается всегда с ехидным тоном, за что заслужил недоверие со стороны главных героев. Позже заявил, что сам намеревается заполучить силу Оникиримару.
Сэйю: Ёсикадзу Нагано

## Игры
Серии игр Hiiro no Kakera и разные её версии для игровых приставок были разработаны компанией Idea Factory и первая игра была выпущена 6 июля 2006 года для PlayStation 2. Продолжения к играм были выпущены в 2007 году: Hiiro no Kakera: Ano Sora no Shita de (яп. 緋色の欠片 ～あの空の下で～) 15 февраля и Hisui no Shizuku: Hiiro no Kakera 2 (яп. 翡翠の雫 緋色の欠片2) 9 августа. 1 октября 2009 года была выпущена Shin Hisui no Shizuku: Hiiro no Kakera 2 (яп. 真・翡翠の雫 緋色の欠片2) , а позже, для PlayStation Portable 19 августа 2010 года и Nintendo DS 16 июня 2011 года. Игра Soukoku no Kusabi: Hiiro no Kakera 3 (яп. 蒼黒の楔 緋色の欠片3) была выпущена 7 августа 2008 года для PS2, для PSP 15 апреля 2010 года и для NDS 25 августа 2011 года.
Hiiro no Kakera: Shin Tamayori Hime Denshou (яп. ヒイロノカケラ 新玉依姫伝承) была выпущена для PS2 1 октября 2009 года и позже для PSP 30 сентября 2010 года. Следующая игра Hiiro no Kakera Aizouban: Akane Iro no Tsuioku (яп. 緋色の欠片 愛蔵版 ～あかねいろの追憶～) стала первой, выпущенной для PlayStation 3 26 мая 2011 года. Hiiro no Kakera: Shin Tamayori Hime Denshou - Piece of Future (яп. ヒイロノカケラ 新玉依姫伝承 -Piece of Future-) была выпущена для PSP 14 июля 2011 года. Sokoku no Kusabi: Hiiro no Kakera 3 - Ashita e no Tobira (яп. 蒼黒の楔 緋色の欠片3 明日への扉) была выпущена 17 мая 2012 года для PSP. Игра Shirahana no Ori: Hiiro no Kakera 4 (яп. 白華の檻　～緋色の欠片４～) была выпущена для PSP 20 сентября 2012 года, где действие происходит в эпоху Хэйан. Ожидается продолжение игр.

## Аниме
13-серийный аниме-сериал был выпущен студией Studio Deen и транслировался с 1 апреля по 24 июня 2012 года. Режиссёр аниме — Боб Сирохата. Опенинг к аниме «Nee» исполняет Майко Фудзита. Эндинг — «Kono Te de Idaki Tomeru kara» исполняет Сюхэй Кита. Права на оба сингла принадлежат лейблу Lantis. Второй сезон аниме-сериала начал транслироваться с 1 октября 2012 года. Опенинг к аниме «Takanaru» исполняет Майко Фудзита, а эндинг — «Kimi Dake wo» — Сюхэй Кита. Сериал был лицензирован компанией Sentai Filmworks для показа на территории США. На сегодняшний день выпущено 2 сезона с количеством серий 26.

## Список серий аниме
| #. | Название                                 | Дата выхода     |
| -- | ---------------------------------------- | --------------- |
| 1  | Tamayori Princess                        | 1 апреля, 2012  |
| 2  | Determined First Step                    | 8 апреля, 2012  |
| 3  | The Five Guardians                       | 15 апреля, 2012 |
| 4  | The Holy Woman's Advent                  | 22 апреля, 2012 |
| 5  | The Two Tasks                            | 29 апреля, 2012 |
| 6  | The Course of the Battle                 | 6 мая, 2012     |
| 7  | The Breaking of Bonds                    | 13 мая, 2012    |
| 8  | The Prediction of the Bureau of Medicine | 20 мая, 2012    |
| 9  | The Rumbling of the Earth                | 27 мая, 2012    |
| 10 | The Guardians' Feelings                  | 2 июня, 2012    |
| 11 | The Demon's Tradition                    | 10 июня, 2012   |
| 12 | Time for Battle                          | 17 июня, 2012   |
| 13 | The Power of the Onikirimaru             | 24 июня, 2012   |

Второй сезон
| #. | Название                           | Дата выхода      |
| -- | ---------------------------------- | ---------------- |
| 1  | The Tamayori's Fate                | 1 октября, 2012  |
| 2  | Ominous Dark Clouds                | 7 октября, 2012  |
| 3  | The Traitor's Vow                  | 14 октября, 2012 |
| 4  | The Destruction of the Five Houses | 21 октября, 2012 |
| 5  | The Truth of Tears                 | 28 октября, 2012 |
| 6  | The Deceitful Heart                | 4 ноября, 2012   |
| 7  | Memory of a Dream                  | 11 ноября, 2012  |
| 8  | Their Resolution                   | 18 ноября, 2012  |
| 9  | The Eternal Promise                | 25 ноября, 2012  |
| 10 | The Power of the Gods              | 2 декабря, 2012  |
| 11 | Scarlet Fragaments                 | 9 декабря, 2012  |
| 12 | The Guardians' Awakening           | 16 декабря, 2012 |
| 13 | The Eternal Pledge                 | 23 декабря, 2012 |

## Рецензии
Представитель сайта Anime News Network отметил, что аниме-сериал является обратным гаремом, когда девушка оказалась в окружении молодых парней. Однако сам сюжет получился довольно пресным и ходульным, а характеры главных героев ни чем не примечательны и предсказуемы, до такой степени, что любой отаку уже определит их дальнейшие действия, и кто станет первым парнем главной героини. Единственным более интересным персонажем осталась бабушка Тамаки. Диалоги персонажей составлены сухо и не естественно.